# Distretto di Bilhorod-Dnistrovs'kyj
Il distretto di Bilhorod-Dnistrovs'kyj (in ucraino Білгород-Дністровський район?, Bilhorod-Dnistrovs'kyj rajon),è un distretto nell'oblast' di Odessa  in Ucraina. Il suo centro amministrativo è la città di Bilhorod-Dnistrovs'kyj. Ha una popolazione di 196 615 abitanti.
Il 18 luglio 2020, come parte della riforma amministrativa dell'Ucraina, il numero di distretti dell'oblast di Odessa è stato ridotto a sette e l'area del distretto di Bilhorod-Dnistrovs'kyj è stata notevolmente ampliata.